# Paul Hoecker

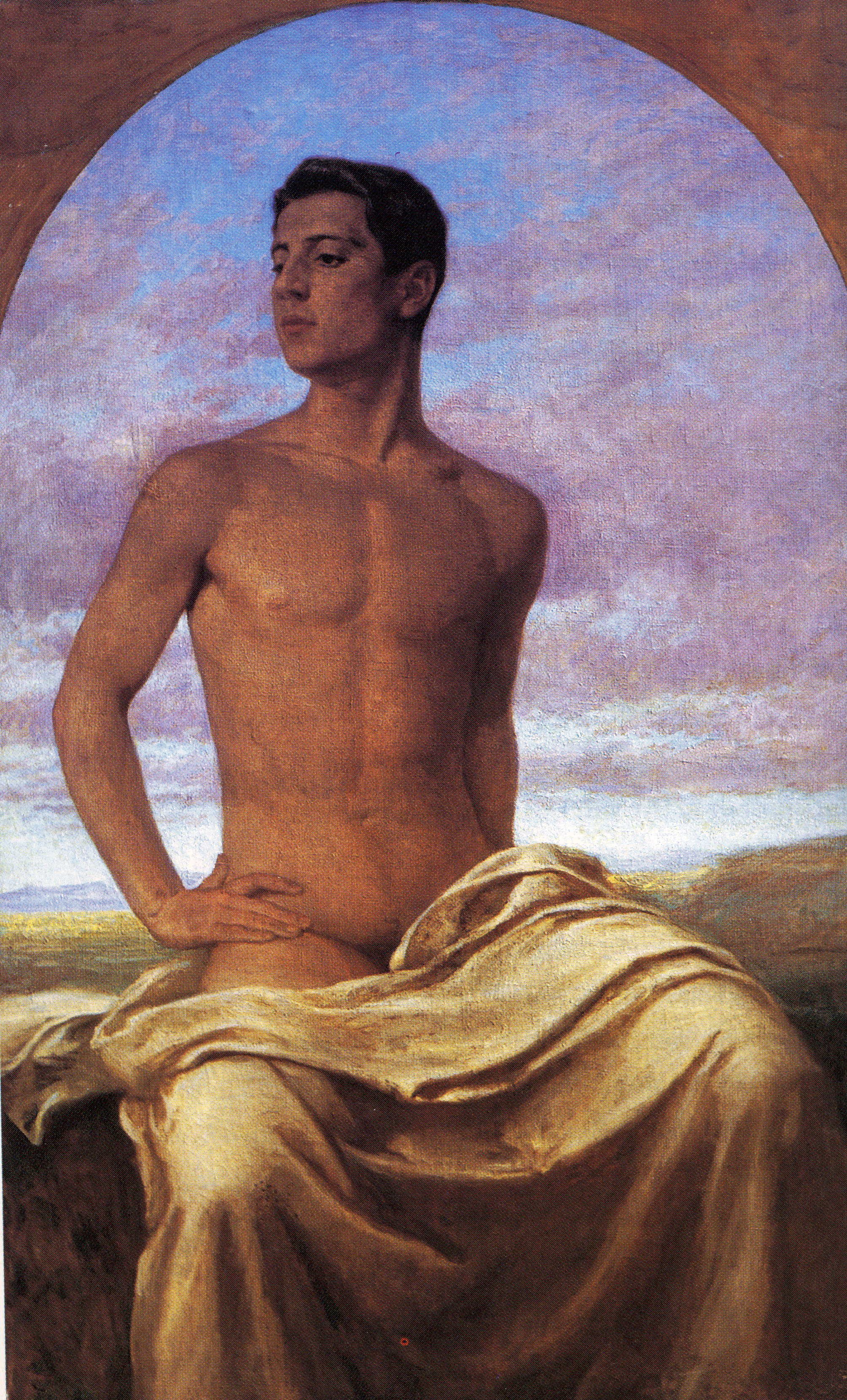
Nino Cesarini retratado por Paul Hoecker (1908).

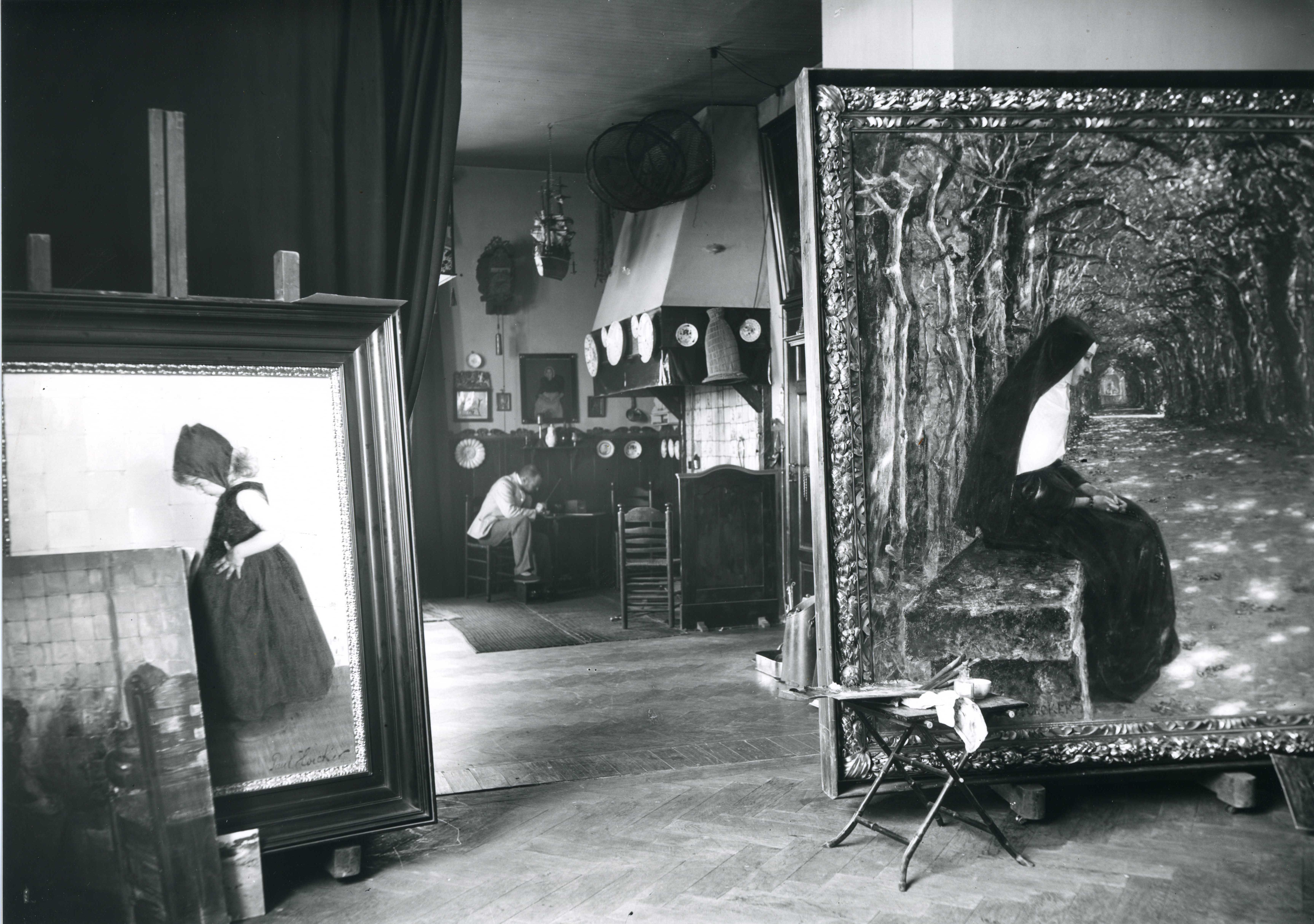
Hoecker en su taller de Oberlangenau (1900).

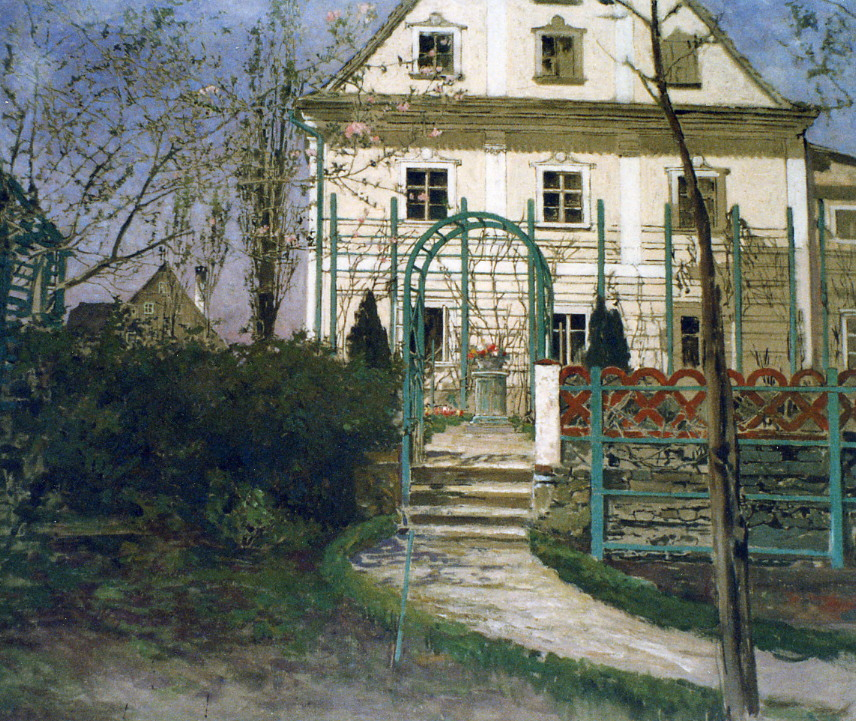
La casa de Hoeker en Oberlangenau (1900).

Paul Hoecker o Höcker (Oberlangenau, Silesia, 11 de agosto de 1854 - Múnich, 13 de enero de 1910) fue un pintor alemán de la Escuela de Múnich. Fue uno de los fundadores y el primer secretario de la asociación de artistas conocida como la Secesión de Múnich, que fue la primera en denominarse así y que sirvió de ejemplo para las posteriores Secesiones vienesa y berlinesa.

## Infancia y juventud
Nació en el seno de una familia acomodada, en una mansión del condado de Glatz (en polaco, Kłodzko, una región que culturalmente pertenecía tradicionalmente a Bohemia y administrativamente a Silesia). En su familia no existía una afición especial a la pintura, pero sí a la música, gusto que heredó de su madre. Hoecker realizó sus estudios secundarios en el gymnasium de Neustadt (Silesia), donde destacó por las caricaturas que dibujó de sus profesores.
En octubre de 1874 ingresó en la Real Academia de Bellas Artes de Múnich, donde fue alumno hasta la primavera de 1879. Tuvo como profesor a Wilhelm von Diez y pintó numerosas escenas de género y paisajes. De aquella escuela salieron numerosos pintores que se apartaron del costumbrismo y fueron pioneros del Impresionismo y el Modernismo.
En mayo de 1882 viajó a París y más tarde a Holanda. De regreso a Múnich, hizo gran amistad con los pintores Fritz von Uhde, Bruno Piglhein y Max Liebermann. En 1883 se celebró la Exposición Internacional de Arte en Múnich, y quedó deslumbrado con las pinturas de los Países Bajos, en especial por su delicadeza y su habilidad en uso de los colores y del claroscuro. Ese mismo año viajó de nuevo a Francia y a Holanda. A finales de 1884 trasladó su residencia de Múnich a Berlín, pero en 1888 regresó a la primera ciudad. Muy interesado en las tendencias modernas de la pintura, la obra de Hoecker se caracterizó durante esta época por su preocupación por la luz.

## Profesor en la Real Academia de Bellas Artes de Múnich y fundación de la Secesión de Múnich
En 1891 ingresó como profesor en la Real Academia de Bellas Artes de Múnich, donde había sido alumno. Tenía treinta y seis años (edad que se consideraba muy joven para un cargo de tal prestigio). Se hizo cargo de las clases de pintura que hasta entonces había impartido August von Kaulbach, quien había abandonado la Academia. Durante sus vacaciones estivales, salió a pintar paisajes del natural, a pueblos como Haimhausen, Utting am Ammersee, Breitbrunn am Chiemsee, donde trabajó duramente, sin regatear esfuerzos, y con gran entusiasmo.

### La Secesión de Múnich
Con el fin de impulsar el arte moderno, y secundando la iniciativa de Franz von Lenbach, Hoecker cofundó con él una asociación de artistas desgajada de la Asociación de Artistas de Múnich, a la que denominaron la Secesión (con tal nombre querían evidenciar su separación del arte tradicional). Se constituyó  el 4 de abril de 1892, el primer presidente fue el pintor Bruno Piglhein y Hoecker ocupó el puesto de secretario en el consejo de administración. A imitación de la Secesión de Múnich, otras ciudades siguieron posteriormente su ejemplo y fundaron otras asociaciones locales homónimas, entre otras Secesión de Viena (1897) y la Secesión de Berlín (1898).
Pese a ser un abanderado del Modernismo, no impuso sus ideas estéticas a sus alumnos de la Real Academia, sino que trató que cada uno encontrara su propio camino artístico. Les mostró el arte de la Escuela de Barbizon, del Impresionismo y el Neoimpresionismo, así como las nuevas corrientes que habían surgido en Dachau o Worpswede. El prestigio como docente de Hoecker convirtió a Múnich en un foco de atracción alumnos y de jóvenes artistas.

### La revistaJugend
Para la difusión del Modernismo fue, igualmente,  muy importante su colaboración con la revista literaria y artística Jugend (Juventud), fundada en Múnich por Georg Hirth en 1896, en la que publicó numerosas ilustraciones Hoecker. De hecho, el Modernismo recibe el nombre de Jugendstil en Alemania porque fue esta revista su gran abanderada y la que extendió  y popularizó la nueva estética.

### Abandono de la Real Academia
Su docencia terminará en 1897 debido a un gran escándalo en el que se vio implicado. Una pintura suya de la Virgen María fue considerada irreverente y se rumoreó que había tomado como modelo para la imagen a un prostituto con el que mantenía relaciones sexuales. En Europa se vivía un momento de auge de la intolerancia sexual y la homofobia, avivado por la sentencia ejemplarizante que había recibido Oscar Wilde en 1895. En Alemania, el artículo 175 del Código Penal castigaba las relaciones homosexuales, y por eso también el ilustrador Sascha Schneider debió emigrar a Italia, donde la homosexualidad no estaba perseguida.

## Italia
Hoecker se instaló en Italia, donde entró en contacto con el barón D'Adelswärd-Fersen, quien también había tenido que abandonar su París natal por un escándalo sexual. El barón compró una villa en la isla de Capri que llamó «Villa Lysis» y que convirtió en un centro de artistas homosexuales. Hoecker retrató varias veces al amante del barón, el joven italiano Nino Cesarini, en actitudes homoeróticas (en una fotografía de Wilhelm Plüschow se aprecia el lugar prominente que ocupaba uno de estos retratos dentro de la Villa Lysis). Una de estas imágenes de Cesarini apareció en el número 26 de la revista Jugend. Años después, ya atemperado el escándalo que le obligó a abandonar su país, Hoecker regresó a Alemania y se instaló en el campo, en su casa natal.

## Regreso a Silesia y muerte
Hoecker regresó a su pueblo natal, Oberlangenau, y se dedicó por entero a la pintura y a sus aficiones. Convirtió su casa en una residencia de artistas, y a partir de entonces se conoce como «La Casa de Hoecker» (Hoeckerhaus).
Hoecker murió en 1910, en el hospital de Múnich, enfermo (según se dijo) de malaria romana. Su sobrina, y también pintora, Vally Walter, se hizo cargo de la casa y el estudio de Hoecker.

## Estilo pictórico
El arte de Paul Hoecker es muy representativo del estilo dominante en la Escuela de Múnich, caracterizada por su atemperado y nunca radical gusto por la modernidad y las nuevas tendencias pictóricas, su lirismo de carácter sentimental (volcado especialmente en imágenes religiosas con monjas o personajes meditabundos o en oración), aunque también realizó escenas costumbristas, muy del gusto de la Alemania meridional finisecular. Sus obras muestran gran gusto por el color y la luz y son muy afines al estilo de Max Liebermann o Fritz von Uhde, con quienes mantuvo amistad.

## Reconocimiento póstumo
A pesar de su importante papel en la escena artística de Múnich de finales del siglo diecinueve, Paul Hoecker apenas es conocido a día de hoy. Esto se debe probablemente a que abandonó su labor como profesor debido a alguna razón vinculada a su homosexualidad. En octubre de 2019 se formó un grupo de investigación en el Forum Queeres Archiv München para investigar la vida y obra del pintor. Una parte de su legado perteneciente a la familia ha llegado al archivo de Forum Queeres Archiv München y ha sido digitalizado.